# Johann I. (Ligny)
Johann I. von Luxemburg (franz.: Jean Ier de Luxembourg; † 17. Mai 1364) war ein Herr von Ligny, Beauvoir und Roussy aus dem Haus Luxemburg. Er war ein Sohn des Walram II. von Luxemburg-Ligny und der Guyotte von Lille.
Seit etwa 1330 war er verheiratet mit Alix de Dampierre († 1346), Erbtochter des Guido von Dampierre-Richebourg. Ihre Kinder waren unter anderem:
- Marie, ⚭ 1347 mit Heinrich von Joinville (1327–1365), Graf von Vaudémont
- Johann († 1360/61), Herr von Roussy, Geistlicher
- Guido († 22. August 1371), Graf von Ligny und Saint-Pol
- Johann († 4. April 1373), Bischof von Straßburg von 1365 bis 1369 und Erzbischof von Mainz von 1371 bis 1373
- Johanna († 1392), ⚭ mit Graf Guido IV. von Saint-Pol († 1360)

| Vorgänger  | Amt                      | Nachfolger |
| ---------- | ------------------------ | ---------- |
| Walram II. | Herr von Ligny 1354–1364 | Guido      |

| Personendaten    | Personendaten                                   |
| ---------------- | ----------------------------------------------- |
| NAME             | Johann I.                                       |
| ALTERNATIVNAMEN  | Johann I. von Luxemburg; Jean Ier de Luxembourg |
| KURZBESCHREIBUNG | Herr von Ligny, Roussy und Beauvoir             |
| GEBURTSDATUM     | 13. Jahrhundert oder 14. Jahrhundert            |
| STERBEDATUM      | 17. Mai 1364                                    |